# Ilja Jeżow
Ilja Igoriewicz Jeżow (ros. Илья Игоревич Ежов, franc. Ilia Igorevitch Iejov; ur. 12 stycznia 1987 w Krasnodarze) – rosyjski hokeista, reprezentant Rosji.

## Kariera
- St. John’s Fog Devils (2005–2007)
- Melfort Mustangs (2007–2008)
- HK WMF SKA Sankt Petersburg (2008–2011)
- SKA Sankt Petersburg (2011–2014)
- Łada Togliatti (2014)
- SKA Sankt Petersburg (2014–2016)
- Łada Togliatti (2016–2017)
- Nieftiechimik Niżniekamsk (2017–2019)
- Witiaź Podolsk (2019-)

Gdy miał siedem lat, jego rodzina przeprowadziła się do Kanady i zamieszkała w Montrealu (członkowie rodziny nadal tam mieszkają). Wychowanek klubu St. John’s Fog Devils. W jego barwach dwa sezony grał w juniorskiej lidze QMJHL w ramach CHL. Kolejny rok grał w lidze SJHL, po czym w 2008 powrócił do Rosji i przez trzy lata grał w zespole HK WMF z Petersburga - początkowo w rozgrywkach Wysszaja Liga, a następnie w Wysszaja Chokkiejnaja Liga. Od 2011 zawodnik SKA Sankt Petersburg. W kwietniu 2013 przedłużył kontrakt z klubem o dwa lata. Od września 2014 zawodnik Łady Togliatti. Od połowy 2014 ponownie zawodnik SKA. Od końca grudnia 2014 ponownie zawodnik SKA, w toku wymiany za Jewgienija Iwannikowa. Od maja 2016 ponownie zawodnik Łady. Od maja 2017 zawodnik Nieftiechimika Niżniekamsk. W lipcu 2019 przeszedł do Witiazia Podolsk.
Włada językiem angielskim i francuskim. Jak sam przyznał, z kolegą z rosyjskiej drużyny SKA, Wiktorem Tichonowem, porozumiewa się w języku angielskim, gdyż dla obu jest to wygodniejsze. Jego partnerką jest Kanadyjka Amy.

## Sukcesy
Klubowe
- Pierwsze miejsce w Dywizji Bobrowa w sezonie regularnym: 2012, 2013 ze SKA Sankt Petersburg
- Pierwsze miejsce w Konferencji Zachód w sezonie regularnym: 2012, 2013 ze SKA Sankt Petersburg
- Nagroda Wsiewołoda Bobrowa (dla najskuteczniejszej drużyny w sezonie): 2012 ze SKA Sankt Petersburg
- Puchar Kontynentu: 2013 ze SKA Sankt Petersburg
- Brązowy medal mistrzostw Rosji: 2013 ze SKA Sankt Petersburg
- Złoty medal mistrzostw Rosji: 2015 ze SKA Sankt Petersburg
- Puchar Gagarina – mistrzostwo KHL: 2015 ze SKA Sankt Petersburg

Indywidualne
- CHL 2005/2006:
  - Najlepszy bramkarz tygodnia - 4 grudnia 2005
- SJHL 2007/2008:
  - Pierwszy skład gwiazd ligi
  - Najbardziej Wartościowy Zawodnik (MVP) sezonu
- KHL (2012/2013):
  - Czwarte miejsce w klasyfikacji średniej goli straconych na mecz w fazie play-off: 1,77
- KHL (2017/2018):
  - Skład gwiazd miesiąca - sierpień 2017[11]
  - Piąte miejsce w klasyfikacji liczby meczów bez straty gola w sezonie zasadniczym: 7